# Luís Maximiano
Luís Manuel Arantes Maximiano (Celeirós, Portugal, 5 de enero de 1999) es un futbolista portugués que juega de portero para la U. D. Almería de la Segunda División de España.

## Trayectoria
Tras formarse como futbolista en el Celeirós, en el Ferreirense y en el Sporting de Braga, finalmente recaló en la disciplina del Sporting de Lisboa. Estuvo jugando con el filial, haciendo su debut el 25 de octubre de 2017 contra el C. D. Nacional. Tras seis partidos, subió al primer equipo. Hizo su debut el 26 de septiembre de 2019 contra el Rio Ave F. C. en la Taça da Liga. Durante la misma temporada también debutó en la Liga Europa, contra el PSV Eindhoven. Su debut en liga se produjo el 1 de diciembre contra el Gil Vicente F. C.
El 17 de agosto de 2021 se hizo oficial su fichaje por el Granada C. F. para las cuatro temporadas siguientes. En julio de 2022, tras el descenso del equipo a Segunda División, fue traspasado a la S. S. Lazio. En este equipo militó una campaña antes de regresar a España después de ser cedido en agosto de 2023 a la U. D. Almería. Una vez finalizó la cesión fue adquirido en propiedad y firmó hasta 2029.

## Estadísticas

### Clubes
Actualizado al último partido disputado el 1 de marzo de 2024.
| Sporting de Lisboa "B" Portugal       | 2.ª           | 2017-18       | 6  | 12  | ―  | ―  | ― | ― | 6   | 12  |
| Sporting de Lisboa "B" Portugal       | Total club    | Total club    | 6  | 12  | 0  | 0  | 0 | 0 | 6   | 12  |
| Sporting de Lisboa Portugal           | 1.ª           | 2019-20       | 23 | 22  | 4  | 8  | 4 | 7 | 31  | 37  |
| Sporting de Lisboa Portugal           | 1.ª           | 2020-21       | 2  | 0   | 3  | 3  | 0 | 0 | 5   | 3   |
| Sporting de Lisboa Portugal           | Total club    | Total club    | 25 | 22  | 7  | 11 | 4 | 7 | 36  | 40  |
| Granada C. F. · España                | 1.ª           | 2021-22       | 35 | 55  | 0  | 0  | ― | ― | 35  | 55  |
| Granada C. F. · España                | Total club    | Total club    | 35 | 55  | 0  | 0  | 0 | 0 | 35  | 55  |
| S. S. Lazio · Italia                  | 1.ª           | 2022-23       | 1  | 0   | 2  | 1  | 3 | 2 | 6   | 3   |
| S. S. Lazio · Italia                  | Total club    | Total club    | 1  | 0   | 2  | 1  | 3 | 2 | 6   | 3   |
| U. D. Almería · España                | 1.ª           | 2023-24       | 24 | 46  | 1  | 0  | ― | ― | 25  | 46  |
| U. D. Almería · España                | Total club    | Total club    | 24 | 46  | 1  | 0  | 0 | 0 | 25  | 46  |
| Total carrera                         | Total carrera | Total carrera | 91 | 135 | 10 | 12 | 7 | 9 | 108 | 156 |
| (1) Hace referencia a goles encajados |               |               |    |     |    |    |   |   |     |     |

## Palmarés

### Campeonatos nacionales
| Título                | Club               | País     | Año  |
| --------------------- | ------------------ | -------- | ---- |
| Primeira Liga         | Sporting de Lisboa | Portugal | 2021 |
| Copa de la Liga       | Sporting de Lisboa | Portugal | 2021 |
| Supercopa de Portugal | Sporting de Lisboa | Portugal | 2021 |